# Impatiens devolii
Impatiens devolii är en balsaminväxtart som beskrevs av Tseng Chieng Huang. Impatiens devolii ingår i släktet balsaminer, och familjen balsaminväxter. Inga underarter finns listade i Catalogue of Life.